# Laurentius Petri
Laurentius Petri Nericius (Orebro, 1499 - Upsala, 27 de octubre de 1573), originalmente Lars Petersson, fue un clérigo sueco y el primer arzobispo evangélico luterano de Suecia. A él y a su hermano Olaus Petri, junto con el rey Gustavo I Vasa, se les considera los principales reformadores protestantes de Suecia.

## Biografía
Laurentius estudió en Alemania en 1520 junto con su hermano. Allí recibieron la influencia del luteranismo, y entre otras cosas se encontraron con el mismo Martín Lutero. De vuelta a Estocolmo, casi perdieron la vida cuando el barco donde viajaban encalló en la isla de Gotland. Sin embargo, ambos sobrevivieron y se asentaron en la isla. Poco tiempo después, Laurentius ascendió a director en una escuela, mientras que Olaus llegó a ser ayudante de un sacerdote. No mucho tiempo después, Olaus viajó con el sacerdote a Estocolmo a la coronación del rey Gustavo I Vasa. Seguidamente, logró entablar una relación amistosa con el Rey y pronto se trasladó a Estocolmo, donde trabajó en la vecindad del rey.
En el Concilio de Uppsala de 1531, el rey sueco Gustavo I Vasa dio el paso final para proclamar oficialmente a Suecia como protestante. Uno de los motivos principales eran las enseñanzas de Olaus Petri. En el Concilio, el rey escogió a Laurentius para ser arzobispo. El 22 de septiembre de ese año, Laurentius fue consagrado arzobispo por el obispo de Västerås Petrus Magni. Magni tenía que ser ordenado por el papa en Roma. Fue el último obispo, consagrando a Laurentius la sucesión apostólica se retuvo en Suecia.
Después de llegar a ser arzobispo, Laurentius se casó, y así fue el primer arzobispo sueco casado. Su hermano Olaus, que era sacerdote, también se casó en 1525, y llegó a ser el primer sacerdote en Suecia en serlo. Según el voto católico del celibato clerical, publicado en 1240, los clérigos no deben casarse.

## Reconocimientos
- Su nombre figura en el Calendario de Santos Luterano.

- Datos: Q561050
- Multimedia: Laurentius Petri Nericius / Q561050